# Fate's Discourtesy
Fate's Discourtesy (Scortesia del destino) è una poesia scritta da Rudyard Kipling (1865-1936) nel 1915 con il titolo A Song in Storm (Una canzone nella tempesta). Fu messa in musica da due compositori inglesi: Edward German ed Edward Elgar.

## Storia
German adattò la poesia per voce e pianoforte nel 1916, con il titolo "Be well assured", che è la prima frase della poesia.
Elgar ambientò la poesia nel 1917, con il titolo "Fate's Discourtesy", come la seconda di un ciclo di canzoni tratto da quattro poesie di Kipling su temi nautici relativi alla guerra, per i quali scelse il titolo "The Fringes of the Fleet", lo stesso del libro di Kipling.
La frase "Fate's discourtesy" ("Scortesia del destino") guida il ritornello di tutti e tre i versi della poesia. Come le altre canzoni del ciclo, è destinata a quattro voci di baritono: una voce solista e un coro. Fu scritta in origine con accompagnamento orchestrale, ma in seguito fu pubblicata anche per voce e pianoforte.
T. S. Eliot incluse la poesia nella sua raccolta del 1941 A Choice of Kipling's Verse (Una selezione dei versi di Kipling).